# Ptos
Ptos är hängande ögonlock. Åkomman betingas oftast av svaghet i ögonlockets lyftarmuskel, men kan också orsakas av neurologiska åkommor som Horners syndrom eller påverkan på nerver från hjärnstammen (så kallad oculomotoriuspares) på grund av blödning, tumör eller stroke.